# Coelichneumon rufofemoratus
Coelichneumon rufofemoratus là một loài tò vò trong họ Ichneumonidae.